# Provincia di El Jadida
La provincia di El Jadida (in arabo إقليم الجديدة‎?, Iqlīm al-Jadīda) è una delle province del Marocco, parte della regione di Casablanca-Settat.
Nel 2009 una parte del territorio è stato scisso per andare a costituire la nuova provincia di Sidi Bennour.

## Geografia antropica

### Suddivisioni amministrative
La provincia di El Jadida, prima della scissione, contava 5 municipalità e 47 comuni:

#### Municipalità
- Azemmour
- El Jadida
- Lbir Jdid
- Sidi Bennour
- Zemamra

#### Comuni
- Bni Hilal
- Bni Tsiriss
- Bouhmame
- Boulaouane
- Chaibate
- Chtouka
- Haouzia
- Jabria
- Khmis Ksiba
- Koudiat Bni Dghough
- Kridid
- Laagagcha
- Laamria
- Laaounate
- Laatatra
- Laghdira

- Laghnadra
- Lamharza Essahel
- Lgharbia
- Lmechrek
- Loualidia
- Metrane
- Mettouh
- Mogress
- Moulay Abdallah
- M'Tal
- Oulad Aissa
- Oulad Amrane
- Oulad Boussaken
- Oulad Frej
- Oulad Ghanem
- Oulad Hamdane

- Oulad Hcine
- Oulad Rahmoune
- Oulad Sbaita
- Oulad Si Bouhya
- Oulad Sidi Ali Ben Youssef
- Saniat Berguig
- Sebt Saiss
- Si Hsaien Ben Abderrahmane
- Sidi Abed
- Sidi Ali Ban Hamdouche
- Sidi M'Hamed Akhdim
- Sidi Smail
- Tamda
- Zaouiat Lakouacem
- Zaouiat Saiss